# Justin Tanks
Justin Riley Tanks (* in Virginia) ist ein US-amerikanischer Schauspieler und Drehbuchautor.

## Leben
Tanks wurde im US-Bundesstaat Virginia geboren. Er vertiefte seine Theaterschauspielkenntnisse ab Mitte der 2000er an der Amazing Grace Conservatory. Er studierte an der University of Nevada, Reno und erhielt dort seinen Bachelor-Abschluss. Von 2013 bis 2017 war er als Theaterschauspieler in Reno im US-Bundesstaat Nevada tätig. 2018 debütierte er als Fernsehschauspieler in zwei Episoden der Miniserie Film Something und schrieb außerdem das Drehbuch. Danach folgten Besetzungen in mehreren Kurzfilmen. 2021 übernahm er in der Filmproduktion Revenge of the Killer Titties eine der Hauptrollen. 2022 stellte er im Science-Fiction-Film Alien Space Battle die Rolle des Mark Morales dar.

## Filmografie (Auswahl)
- 2018: Film Something (Miniserie, 2 Episoden, auch Drehbuch)
- 2019: Wu Meng (Kurzfilm)
- 2020: Sketched Out (Kurzfilm)
- 2021: Liminal (Kurzfilm)
- 2021: Evie Gets A Boyfriend (Miniserie)
- 2021: Revenge of the Killer Titties
- 2021: Guilt of Joy (Kurzfilm)
- 2022: A Brief Silence (Kurzfilm)
- 2022: Demon Fighter
- 2022: Alien Space Battle (Attack on Titan)
- 2023: Lifelines (Kurzfilm)
- 2023: Storm (Kurzfilm)

## Theater (Auswahl)
- 2011: The Tragical Tale of Dr. Faustus, Palisades Charter High School
- 2011: The Laramie Project, Palisades Charter High School
- 2012: Hairspray, Palisades Charter High School
- 2013: Comedy of Errors, Redfield Theatre, UNR
- 2013: Legally Blonde, Palisades Charter High School
- 2014: Superior Donuts, Redfield Theatre, UNR
- 2014: Pillowman, Redfield Theatre, UNR
- 2016: Sex with Strangers, GoodLuck Macbeth Theatre
- 2016: A Raisin in the Sun, Redfield Theatre, UNR
- 2017: Family Portrait, Redfield Theatre, UNR
- 2017: The Mountaintop, GoodLuck Macbeth Theatre
- A Soulful Christmas, Wendy Raquel Robinson, AGC
- Stomp the Yard, Denise Dowse, AGC